# Hans Drischel
Hans Drischel (* 8. Juni 1915 in Köln; † 14. Mai 1980 in Leipzig) war ein deutscher Arzt, Physiologe und Biokybernetiker. Er wirkte ab 1958 als Professor für Physiologie und als Institutsdirektor an der Universität Greifswald und von 1959 bis zu seinem Tod in gleicher Funktion an der Universität Leipzig.

## Leben
Hans Drischel absolvierte von 1934 bis 1939 ein Studium der Medizin an der Universität Breslau, an der er 1941 auch promovierte. Von 1941 bis 1949 war er Truppenarzt und danach als Kriegsgefangener Leiter eines Ambulatoriums in einem sowjetischen Lager. Ab 1949 wirkte er als Oberarzt am Bergbaukrankenhaus in Schneeberg. 1951 begann er seine Tätigkeit am Physiologischen Institut der Medizinischen Fakultät der Ernst-Moritz-Arndt-Universität Greifswald. Hier habilitierte er sich 1955 und wurde im gleichen Jahr zum Dozenten ernannt. 1958 erfolgte die Berufung zum Professor und Institutsdirektor. Ein Jahr später wurde er als Nachfolger von Erich Bauereisen als Direktor des Physiologischen Instituts der Medizinischen Fakultät der Universität Leipzig berufen. Hier war er bis zu seinem Tod tätig. Sein Nachfolger wurde sein Mitarbeiter Peter Schwartze.
Hans Drischel gilt als einer der Gründerväter der Biokybernetik in Deutschland und weltweit. Mit seinem Interesse für biologische Regelungssysteme prägte er bis zu seinem Tod und noch darüber hinaus die Forschungsrichtung des Leipziger Instituts, das auf seine Initiative hin 1969 den Namen Carl-Ludwig-Institut für Physiologie erhielt. Von 1967 bis 1977 organisierte er in Leipzig fünf internationale Symposien für Biokybernetik. Die Materialien dieser Symposien sind in den Bänden „Biokybernetik“ 1 bis 5 erschienen. Er starb 1980 wenige Wochen vor seinem 65. Geburtstag in Leipzig an einer bluthochdruck-bedingten Hirnblutung. Sein Nachlass befindet sich größtenteils im Archiv der Sächsischen Akademie der Wissenschaften in Leipzig.

## Mitgliedschaften und Auszeichnungen
Hans Drischel war ab 1963 aktives Mitglied der New York Academy of Sciences. Ab 1964 gehörte er der Sächsischen Akademie der Wissenschaften an und war ab 1966 Mitglied der Deutschen Akademie der Naturforscher Leopoldina sowie ordentliches Mitglied der Deutschen Akademie der Wissenschaften, der späteren Akademie der Wissenschaften der DDR. Im Jahr 1967 erhielt er den Nationalpreis der DDR. 1968 wurde er Mitglied der International Brain Research Organisation (IBRO). Von 1968 bis 1977 gehörte er dem council der International Union of Physiological Sciences an. 

## Werke (Auswahl)
- Einführung in die Biokybernetik. Berlin 1972
- Das okulomotorische System: Physiologische und klinische Aspekte. Leipzig 1979